# 大木章一
大木 章一（おおき しょういち、1963年〈昭和38年〉4月25日 - ）は、日本の建設・国土交通技官。

## 来歴
千葉県出身。東北大学大学院理学研究科修士課程を修了。大学では地球物理学を専攻し、電磁気学やプラズマ物理を学んだ。卒業後は超長基線電波干渉法（通称、VLBI）に取り組む国土地理院を志望し、1989年（平成元年）4月、建設省に入省。
入省後、ミュンヘン工科大学客員研究員、中部地方測量部長、応用地理部長、測地部長、企画部長などを歴任。ミュンヘン工科大学では写真測量技術を学び、出向先の国土庁では全国総合開発計画策定のための基盤情報整備や地籍調査、建設省大臣官房では地理空間情報活用推進基本法の作成や準天頂衛星システムの開発に取り組んだ。この他、VLBIの取り組みにおいて、VLBIアンテナで約1万キロメートルに及ぶ日本・ドイツ間の距離をミリメートルオーダーで計測したり、国際VLBI事業（IVS）を立ち上げるなどした。
2022年（令和4年）6月28日、国土地理院参事官に就任
2023年（令和5年）7月4日、国土地理院長に就任。